# Segunda Guerra Servil
A Segunda Guerra Servil foi uma revolta de escravos na Sicília romana iniciada em 104 a.C. e que durou até 100 a.C.

## Contexto
Em 104 a.C., o cônsul Caio Mário estava recrutando soldados para sua campanha contra os cimbros na Gália Cisalpina e pediu ajuda ao rei Nicomedes III da Bitínia, na Ásia Menor, que se recusou a atender o pedido afirmando que os publicanos romanos haviam escravizado uma quantidade enorme de seus súditos por causa de dívidas.
Nesse contexto, o Senado determinou a libertação dos escravizados oriundos dos reinos aliados de Roma, além da proibição de escravização em tais reinos.
Porém, a libertação de cerca de 800 escravizados oriundos de reinos aliados, irritou os escravizados oriundos de regiões controladas diretamente pela República Romana, que acreditavam que também deveriam ser libertados; nesse contexto, muitos abandonaram seus mestres e iniciaram uma rebelião.
A revolta foi, inicialmente liderada por Sálvio, que seguiu o exemplo de Euno, que, trinta anos antes, liderou os rebeldes na Primeira Guerra Servil. Esse líder adotou o nome de Trifão, em referência ao imperador selêucida Diódoto Trifão.
Trifão organizou um exército com milhares de escravos bem treinados e bem equipados, incluindo 2 000 cavaleiros e 20 000 infantes e recebeu o apoio de um cilício chamado Atenião, que organizou uma revolta de escravos da Sicília ocidental.
Em 103 a.C., o Senado enviou o pretor Lucius Licinius Lucullus para reprimir a rebelião com um exército de 17 000 homens, que desembarcou no oeste da Sicília e marchou contra os rebeldes fortificados em Caltabellotta. Essa expedição, apesar dos sucessos iniciais, foi derrotada.
Em 101 a.C., foi enviada uma nova expedição liderada pelo cônsul romano Mânio Aquílio que conseguiu sufocar a revolta. O exército romano na ilha chegou a somar 50 000 homens para enfrentar os escravos, que chegaram a 60 000 combatentes.
Esta foi a segunda das Guerras Servis que assolaram os últimos anos da República Romana.